# Rottenmann
Rottenmann osztrák város Stájerország Liezeni járásában. 2017 januárjában 5250 lakosa volt.

## Elhelyezkedése

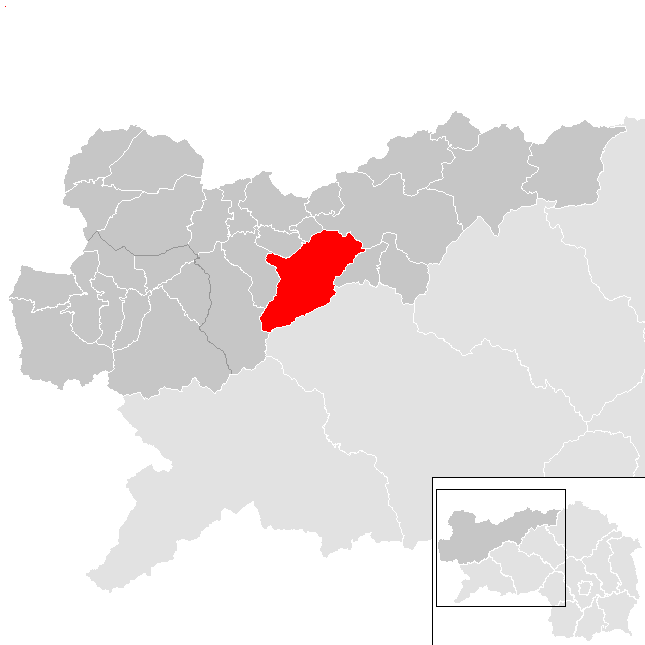
Rottenmann a Liezeni járásban

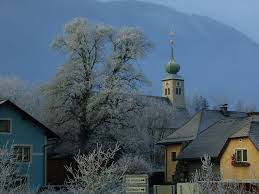
Városkép a Szt. György-templom tornyával

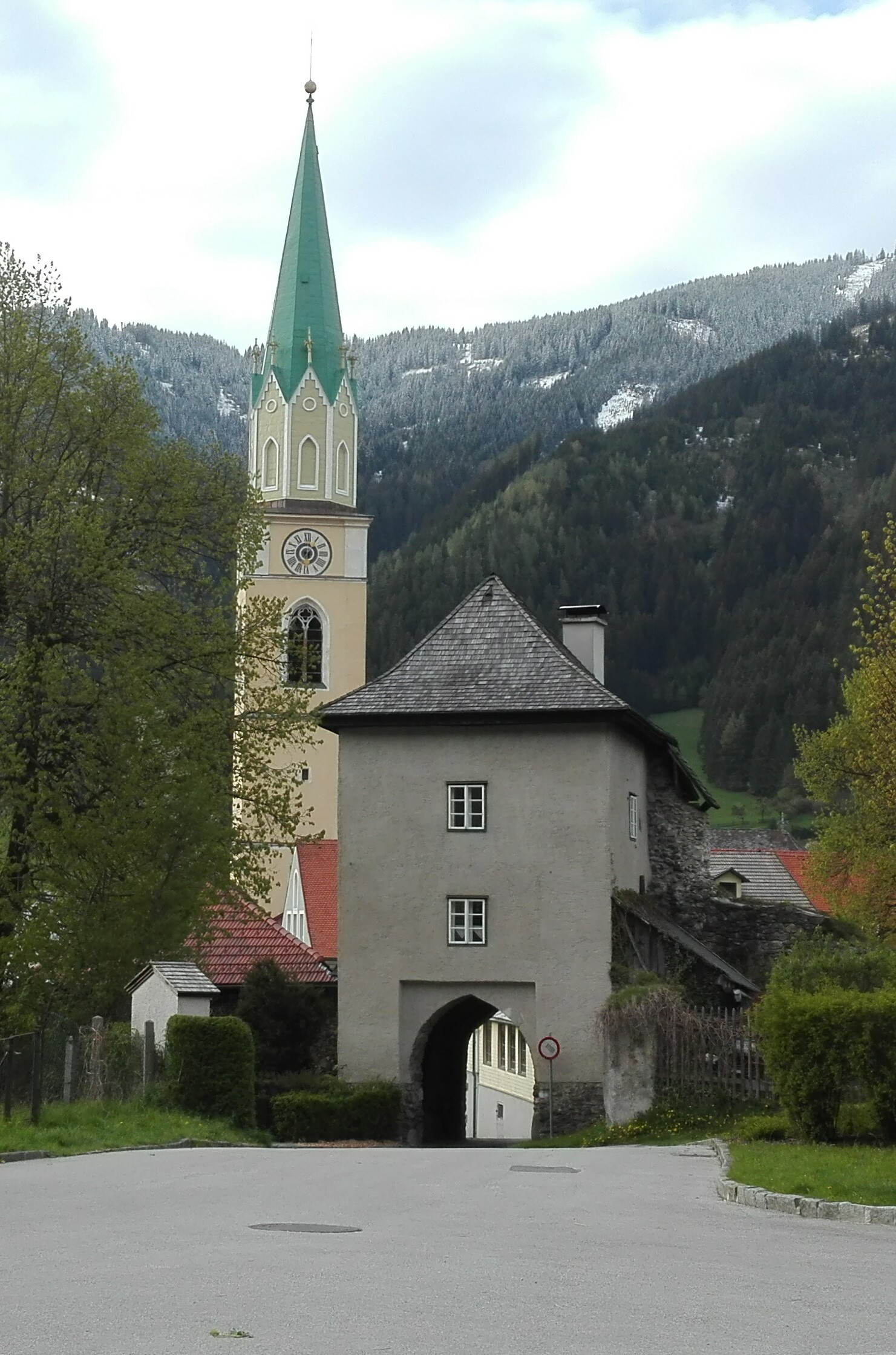
A régi városkapu és a Szt. Miklós-templom

Rottenmann Felső-Stájerország északi részén fekszik, a Rottenmanni-Tauern hegységben, a Palten (az Enns mellékfolyója) mentén, kb. 10 km-re délre a járási székhely Liezentől. Legmagasabb pontja a 2363 méteres Hochhaide. Az önkormányzat 4 katasztrális községben 13 települést egyesít: Bärndorf (251 lakos), Boder (572), Bruckmühl (725), Büschendorf (235), Edlach (80), Klamm (99), Oppenberg (235), Stadt Rottenmann (2201), Sankt Georgen (286), Singsdorf (183), Strechau (148), Strechen (8), Villmannsdorf (227).
A környező önkormányzatok: délnyugatra Irdning-Donnersbachtal, nyugatra Aigen im Ennstal, északnyugatra Lassing, északra Selzthal, északkeletre Admont, keletre Trieben, délkeletre Hohentauern, délre Pölstal.

## Története
Rottenmannt először egy 927-es oklevélben említik. A település eredetileg kb. egy kilométerre keletebbre feküdt a mai belvárostól, de mivel a mocsaras környék lehetetlenné tette további terjeszkedését, tervezett módon a mai helyére költöztették át. A Palten völgyében haladó sókereskedelmi út (ahol korábban római út is húzódott) ellenőrzésére kb a 12. század elején felépült a rottenmanni vár. A Szt. Miklós-plébániatemplomot először 1266 körül említik. 1279-ben Habsburg Rudolf király meglátogatta Rottenmannt és feltehetően ekkor városjogot adományozott neki, mert a későbbiekben már városként hivatkoznak rá. Eszerint Rottenmann a legrégebbi osztrák városok közé tartozik. A várost 1251-ben megszállták a salzburgi érsek katonái; majd ez 1292-ben megismétlődött, amikor a stájer nemesség fellázadt I. Albert herceg ellen és az érsek a segítségükre sietett. 1320-ban megerősítették a városjogait, egyúttal fontos só- és vaskereskedelmi, valamint ezüstbányászati privilégiumokban részesült.
1453-ban a helyi polgár Wolfgang Dietz adományából alapítottak egy ágostonos kolostort. Az apátság nem volt gazdag, a reformáció idején különösen sok gonddal küzdött, 1785-ben pedig II. József bezáratta. A reformáció következtében a Palten-völgy lakosságának nagy része protestánssá vált. Az ellenreformáció megindulása után 1599-ben komisszió érkezett a lakosság rekatolizálására, a protestáns templomot pedig felgyújtották. A protestánsok száműzése után 1612-re a város lakossága 112 főre csökkent.
A napóleoni háborúk során a franciák kétszer is megszállták a várost. A 19. században Rottenmann gazdaságát leginkább a vasmű határozta meg, amelyet 1892-ben modernizáltak. A második világháború után az üzemet a német Bauknecht vásárolta meg; ma hűtőberendezéseket gyártanak benne. 1850-ben megalakult a városi önkormányzat, amelyhez hozzákapcsolták St. Georgen, Strechau és Strechen falvakat. További közigazgatási egyesítésekre 1943-ban (Villmannsdorf és Büschendorf), 1974-ben (Bärndorf, Edlach és Singsdorf), valamint 2015-ben (Oppenberg) került sor.
2000 és 2017 között a Rottenmanni Egyetemi Központban működött a Grazi Műszaki Egyetem és a linzi Johannes Kepler Egyetem egy-egy részlege. A központot 2017-ben bezárták.

## Lakosság
A rottenmanni önkormányzat területén 2017 januárjában 5250 fő élt. A lakosságszám 1971-ben érte el a csúcspontját 5893 fővel és 2001 után jelentősen visszaesett. 2015-ben a helybeliek 90,8%-a volt osztrák állampolgár; a külföldiek közül 1,4% a régi (2004 előtti), 1% az új EU-tagállamokból érkezett. 6,1% a volt Jugoszlávia (Szlovénia és Horvátország nélkül) vagy Törökország, 0,7% egyéb országok polgára. 2001-ben a lakosok 73,8%-a római katolikusnak, 10,5% evangélikusnak, 5,9% mohamedánnak, 7,6% pedig felekezet nélkülinek vallotta magát. Ugyanekkor 13 magyar élt a városban. A legnagyobb nemzetiségi csoportokat a német mellett a horvátok és a törökök alkották 3,3% és 2%-kal.

## Látnivalók

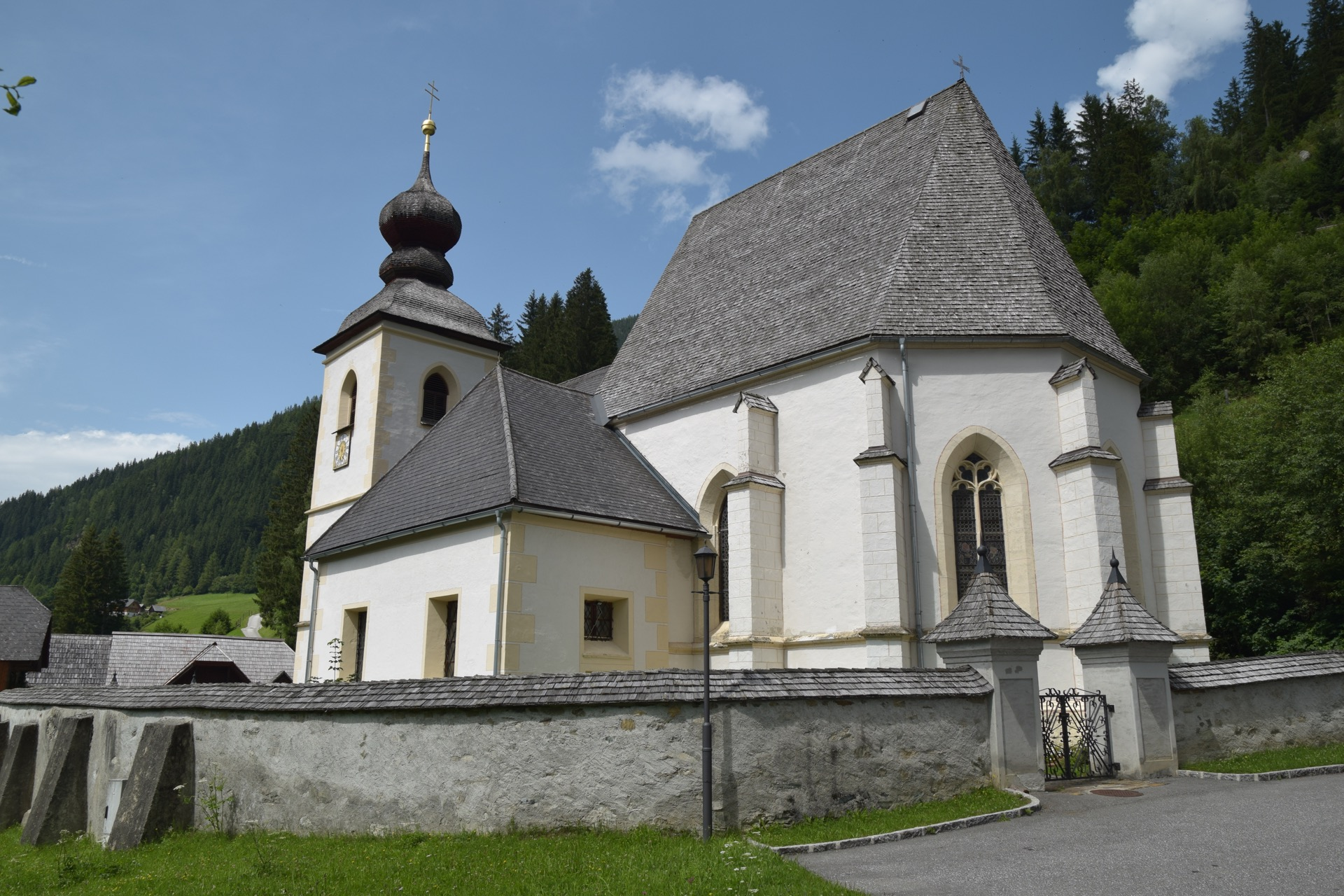
Az oppenbergi Mária születése-templom

- a Szt. György-templom a város legrégebbi temploma, 1042-ben alapították. Mai formáját 1513 körül nyerte el, miután a törökök pusztítása után gótikus stílusban újjáépítették. Késő gótikus főoltára 1520 körüli.
- a Szt. Miklós-plébániatemplom elődje a 13. század első felében épült. 1480-ban az ágostonos kolostoré lett. Legrégebbi freskói 1509-1513-ból származnak.
- a Raini Szűz Mária-ispotálytemplom 1536-ban épült
- a Grünbichl-kastély
- az 1913-ban elkészült városháza
- a középkori városfal maradványai és a régi városkapu
- az oppenbergi Mária születése-plébániatemplom

## Fordítás
- Ez a szócikk részben vagy egészben  a   Rottenmann című német Wikipédia-szócikk ezen változatának fordításán alapul.  Az eredeti cikk szerkesztőit annak laptörténete sorolja fel. Ez a jelzés csupán a megfogalmazás eredetét és a szerzői jogokat jelzi, nem szolgál a cikkben szereplő információk forrásmegjelöléseként.